# Любка (Котелевский район)
Любка (укр. Любка) — село,
Деревковский сельский совет,
Котелевский район,
Полтавская область,
Украина.
Код КОАТУУ — 5322281302. Население по переписи 2001 года составляло 81 человек.

## Географическое положение
Село Любка находится в 4-х км от левого берега реки Ворскла,
в 2,5 км от пгт Котельва.
Через село проходит автомобильная дорога Н-12.

## История
Село указано на трехверстовке Полтавской области. Военно-топографическая карта.1869 года как хутор Любка